# Демонска лепота
Демонска лепота је шеста епизода стрипског серијала Дилан Дог. Сценарио је написао Тицијано Склави, а за цртеж је био заслужан Густаво Триго. Аутор насловне стране је Клаудио Вила. Изворна епизода у Италији објављена је у марту 1987. У СФР Југославији као специјално издање Златне серије у издању Дневника из Новог Сада објављена је у јануару 1988. Коштала је 460 динара, тј. 0,34 долара.

## Изворна епизода
Наслов изворне епизоде гласи La belezza del demonio. Објављена је 1. марта 1987. Епизоду је нацртао Густаво Триго, а сценарио написао Тицијано Склави. Насловну страну је нацртао Клаудио Вила.

## Кратак садржај
Дилана посећује бивши плаћени убица по имену Лари Варедо. Варедо прича Дилану како га је непосредно после Другог светског рат за хиљаду фунти ангажовао човек по имену Кларенс Одбоди (енг. Oddbody). Задатак је био да убије његову љубавницу. Када је Лари то урадио, ухапсила га је полиција, а суд осудио на смрт вешањем. Лари је ипак некако преживео и четрдесет година касије ангажује Дилана да пронађе г. Одбодија. Дилан прихвата случај и креће у истрагу, сазнавши да је млади полицајац који је далеке 1945. г. ухапсио Вареда био нико други до — инспектор Блок.

## Насловна страна
Издавачка кућа Дневник је често користила насловницу ове епизоде да рекламирала стрип Дилан Дог, који се тада појавио у бившој Југославији.

## Реприза и нова насловница
Епизода је поново штампана 5. јуна 2018. у Италији с алтернативном насловном страном у оквиру едиције Дилан Дог Тицијана Склавија, бр. 14.

## Инспирација филмском уметношћу
Кларенс Одбоди је име анђела без крила из филма Френка Капре It’s a wonderful life.

## Претходна и наредна епизода
Претходна епизода носи наслов Убице, а наредна Зона сумрака.